# 牛李党争
牛李黨爭（808年－846年），是唐末時，兩派士大夫結黨互相爭鬥排擠的事件。
唐朝末年宦官爭權，朝廷的士大夫中反对宦官的大都遭到排擠打击。依附宦官的又分为两派——以牛僧孺为首的牛党和以李德裕为首的李黨，這兩派官員互相倾軋，争吵不休，從唐憲宗時期開始，到唐宣宗時期才结束，將近四十年，歷史上把這次的黨爭命名為“牛李黨爭”。 
牛李黨爭是唐朝末年士大夫争权的現象，唐文宗曾有“去河北賊易，去朝廷朋黨難”的感慨，牛李党争使本来腐朽衰落的唐朝陷入进一步的动荡。
牛李黨爭對文學界也造成了很大影響，不少名人都成了受害者，其中又以詩人杜牧和李商隱受害最深。杜牧和李商隱因為夾於其中不能得志，隱鬱終身。《周秦行紀》、《牛羊日曆》、《續牛羊日曆》及《周秦行紀論》都屬於唐代牛李黨爭之下的政治小說。

## 开端
根据《旧唐书》、《资治通鉴》的说法，牛李党争的开始是由进士考试而起。唐宪宗元和三年（808年）长安举行考试选拔人才，举人牛僧孺、李宗闵、皇甫湜等在考卷裡批评了朝政。

## 斗争
唐穆宗即位不久即举行了新一轮进士考试，由牛党人物钱徽主持。结果又被告徇私舞弊。在时任翰林学士的李德裕的证实下，钱徽被降职，李宗闵也受到牵连，被贬谪到外地去了。
李宗闵认为李德裕存心排挤他，于是便對李德裕非常不滿。牛僧孺当然很同情李宗闵。于是以后牛僧孺、李宗闵就跟一些科举出身的官员结成一派，李德裕也跟士族出身的人结成一派，两派明争暗鬥，彼此纠缠不休。
唐文宗即位以后，李宗闵結通宦官，当上宰相。李宗闵向文宗推荐牛僧孺，也提拔他為相。僧孺、宗闵两人掌权，极力打击李德裕，把李德裕調出長安，贬谪他为西川（今四川成都）节度使。
當时西川附近，一个吐蕃将领投降，李德裕趁机收复了重镇维州（今四川甘孜州东部）。李德裕大喜，立刻上书朝廷，以为自己立下大功。但是宰相牛僧孺却对唐文宗说：“李德裕收复了一个维州，算不了什么；跟吐蕃搞坏关系，那才不划算呢！”牛僧孺还要唐文宗下诏，敕命李德裕将维州还给吐蕃，李德裕非常憤怒。
后来，到了唐武宗即位，牛党失势，李德裕当上了宰相。他极力排斥牛僧孺、李宗闵，把牛党的人都贬谪到南方。846年，唐宣宗即位后，对武宗时期的旧臣一概排斥，撤了李德裕的宰相职务，把李党的人全部贬谪到崖州（今海南）。至此，四十年的牛李党争結束，唐朝時局卻一發混亂，不可收拾。

## 領袖的辯證
顾名思义，人们通常认为“牛李党争”中的领袖分别为牛僧孺（“牛党”）和李德裕（“李党”）。关于牛僧孺进行党派斗争的事迹在史书上出现得很少，这使得有人怀疑牛僧孺的黨魁地位，认为牛僧孺只是李宗闵拉拢过来打击李德裕的工具。
另一種觀點是，當時人稱的「牛、李」，指的是「牛僧孺、李宗闵」，是指「牛僧孺、李宗闵」為一黨，如清朝赵翼。

### 擴大說
一种观点希望扩大两个党派的领袖人选，即将牛僧孺和李宗闵看作是李逢吉的政治继承者，而将李德裕视为裴度的政治继承者。在唐宪宗时期，两位政坛重量级人物李逢吉和裴度就进行过针锋相对的斗争，最终裴度被逐出京师。如果认可这种观点，牛李党争的展开时期就要提前到李逢吉和裴度的交锋。在费正清、崔瑞德主编的《剑桥中国隋唐史》中，李逢吉、牛僧孺、李宗闵被当作牛党的领袖；相应地，李党的领袖是裴度、李德裕和李绅。

### 牛黨為李宗闵說
早在唐穆宗时期，已拜相的李逢吉就举荐过牛僧孺，被认为是利用牛廉洁正直的名声，为自己的政治势力增加砝码。后来，牛僧孺不甘同流合污，辞去了宰相的职位。文宗太和四年，入相不久的李宗闵再度举荐牛僧孺时，当然也有可能出于和李逢吉同样的考虑。根据这种观点，李宗闵应被视为“牛党”的领袖，而牛僧孺最多只能算名义上的。

### 李黨為李宗闵說
唐史专家岑仲勉认为所谓的“李党”，应该指的李宗闵党。在他看来，李德裕无党。他的主要证据有：
- 武宗即位后，重用李德裕，将杨嗣复、李珏两位宰相罢免。这二人被认为是「牛党」。此时李德裕并没有乘机落井下石，而是力劝武宗对他们从轻发落。

- 在李德裕任宰相时，有人向武宗推荐白居易担任宰相。李德裕认为白居易年龄太大，建议武宗拒绝。但他同时又推荐白居易的族弟白敏中，而白敏中被认为是「牛党」的重要人物。事实上，白敏中后来确实参与了迫害李德裕的活动。

## 重要事件
- 唐穆宗长庆元年（821年），钱徽贡举事件。李宗闵时任中书舍人。李德裕时任翰林学士。

- 唐穆宗长庆三年（823年），牛僧孺入相。李德裕出为浙西观察使。

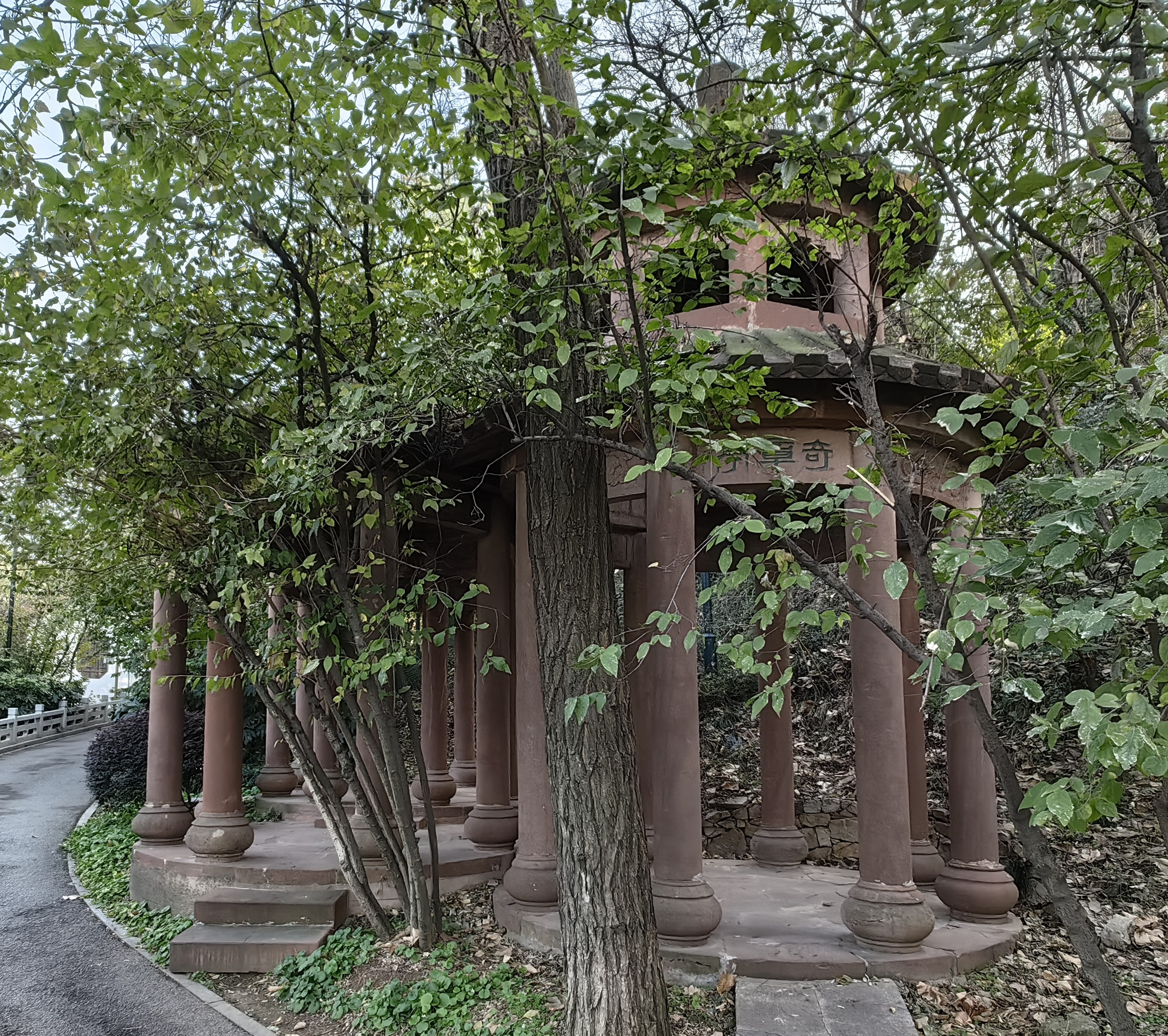
奇章亭，为纪念武昌军节度使牛僧孺而建

- 唐敬宗宝历元年（825年），牛僧孺多次辞相，出为武昌节度使。

- 唐文宗太和三年（829年），李德裕改任兵部侍郎。宰相裴度推荐李德裕担任宰相，未成功。李宗闵通过宦官的关系当上宰相，将刚刚入朝的李德裕调出，任义成节度使。

- 唐文宗太和四年（830年），李宗闵引荐牛僧孺入相。曾经推荐过李德裕的裴度辞相，出为山南东道节度使。

- 唐文宗太和五年（831年），吐蕃维州守将悉怛谋请降。西川节度使李德裕派兵入据其城。牛僧孺令缚还悉怛谋及从者，被吐蕃官吏盡殺於维州城下。

- 唐文宗太和六年（832年），李德裕入朝任兵部尚书。京兆尹杜悰向李宗闵提出建议，通过推荐李德裕任御史大夫的方法，与李德裕修好。得到李宗闵的同意后，杜悰造访李德裕，提出这一方案。李德裕非常高兴。但李宗闵在与杨虞卿商议后，终止了上述方案，错过了这个很可能是双方和解的最好的机会。

- 唐文宗太和七年（833年），李德裕升任宰相，将杨虞卿、张仲方、张元夫、萧浣等牛党人物降职，出为地方官。不久，李宗闵出为山南西节度使。

- 唐文宗太和八年（834年），当权的李训、郑注为了排挤李德裕，再次引荐李宗闵入相，之后，李德裕出为镇海节度使。

- 唐文宗太和九年（835年），李训、郑注指责时任京兆尹的杨虞卿传播谣言，说郑注为皇帝配药时，采集民间儿童的心肝。天子大怒，将杨虞卿下狱。李宗闵为杨虞卿辩护，也遭到贬斥，出为明州刺史。

- 唐武宗会昌元年（841年），武宗召李德裕入朝为相，信任有加。之后数年间，李德裕对李宗闵、牛僧孺等一再贬黜。

- 唐武宗会昌六年（846年），宣宗即位，為了奪回朝政大權，故出李德裕为荆南节度使。此后，宰相白敏中等人一再贬黜李德裕。李宗闵病故。

- 唐宣宗大中元年（847年），牛僧孺病故。

- 唐宣宗大中三年（849年），李德裕病故。

## 史學家的意見
中國史學界對於牛李黨爭的性質存在分歧。著名史學家陳寅恪認為牛黨代表進士出身的官僚，李黨代表南北朝以來山東士族出身的官僚。他們之間的分歧不僅是政見不同，也包括對禮法、門風等文化傳統的態度之差異。總體上認為，牛黨是新興的庶族地主；而李黨則是沒落的門閥世族。
另一種觀點則認為牛李黨爭的焦點在於對待藩鎮態度，是主張強硬政策（李黨）與妥協政策（牛黨）的分歧。又認為李黨主張革新，牛黨因循守舊，所以李黨是進步的，而牛黨是守舊反動的。但無論如何，不管牛黨或李黨，都必須跟宦官合作，倚靠宦官提拔。因為唐朝中葉以後，真正在主導朝局的主角幾乎都是掌握中央禁軍兵權的宦官，牛李黨爭雖然對唐代政局有其一定的影響，但與宦官相比，政治上只能是第二流的角色而已。